# Stumm (Tyrolsko)
Stumm je obec v Rakousku ve spolkové zemi Tyrolsko v okrese Schwaz.
Žije zde 1 826 obyvatel (1. 1. 2011).